# 高丘氏
高丘氏　是日本人的一個氏族。屬於渡来人中的一個族群。

## 起源
1. 源於嬴姓的秦昭襄王王弟高陵君參，其後代以封地高陵為氏。後代高陵顯為漢高祖時的諫議大夫。東漢末期的高穆移居樂浪郡以避戰亂。其子孫又從樂浪郡搬到百濟國輾轉到倭國。後又被日本天皇賜姓高丘。最後移居到摂津国川辺郡梶ケ島村（現在兵庫縣尼崎市）。
2. 源於【藤原氏的高丘家】，出自日本人大職冠藤原鎌足後裔藤原北家公季流（閑院流）藪家（高倉家）庶流中園家支流。家格是羽林家。家紋是「丸之内抱杏葉」。藤原季定的子、藤原季起初而称号高丘。

## 參看
- 嬴姓
- 高岡氏

## 外部連結
- 嬴姓 高丘氏